# 马岛文鸟
，是梅花雀科文鸟属的一种鳥類，为马达加斯加的特有种。该物种的保护状况被评为无危。
马岛文鸟為植食性，體重約8.2公克，鳥喙寬平均5.1公釐、深平均6.3公釐、嘴峰長平均约9.2公釐；翼長平均約44.9公分；跗蹠約12.2公釐；尾長37.2公分。栖息地包括亚热带或热带的（低地）干燥疏灌丛、牧草地、亚热带或热带的湿润低地林、亚热带或热带的旱林、耕地、湿地、干燥的稀树草原、亚热带或热带的（低地）干草原和乡村花园。